# Dom Mikołajowski w Tarnowie
Dom Mikołajowski w Tarnowie (także dom Mikołajowskich, dom Kornuszowski bądź kamienica Koruszowska) – zabytkowy gotycko-renesansowy budynek znajdujący przy placu Katedralnym w Tarnowie. Powstał w XVI wieku, przez stulecia pełnił różne funkcje, był m.in. użytkowany przez duchowieństwo, mieścił siedziby szkół, Powiatowego Ośrodka Zdrowia oraz Muzeum Higieny. Od czasu konserwacji przeprowadzonej na przełomie lat 40. i 50. XX wieku mieszczą się w nim sale wystawowe tarnowskiego Muzeum Diecezjalnego. Uznawany jest za najstarszą kamienicę miasta.

## Lokalizacja
Budynek położony jest przy północno-zachodnim narożniku placu Katedralnego na tarnowskiej Starówce, w zaułku przed wieżą bazyliki katedralnej. Wchodzi w skład ścisłej zabudowy zachodniej pierzei placu, jego ściana frontowa zwrócona jest w kierunku wschodnim. Budynek przystawiony jest do muru obronnego oraz przylega do domu Mansjonariuszy i akademioli (zwanej niekiedy scholasterią).

## Historia

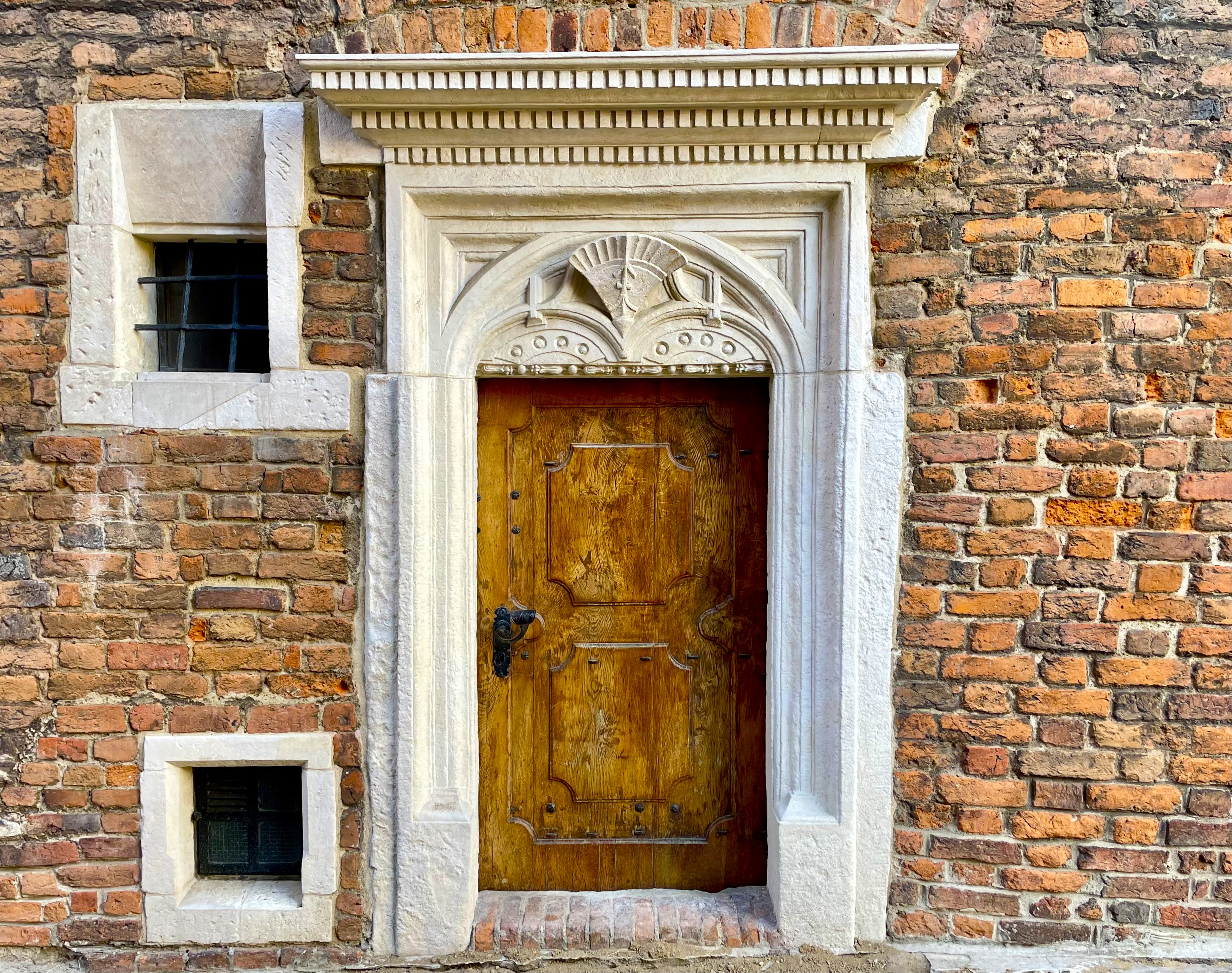
Portal wejściowy domu Mikołajowskiego

Nieznana jest dokładna data powstania domu. Zgodnie z informacjami zawartymi na herbach oraz tablicach erekcyjnych umieszczonych na elewacji frontowej oraz we wnętrzu budynku, powstał on w roku 1524 za sprawą Jana Mikołajowskiego herbu Gryf oraz jego żony, Barbary, pochodzących z Mikołajowic. Datę tę podaje jednak w wątpliwość zapis z 1527 roku, podający wcześniejszą nazwę kamienicy, która miała być zwana „Koruszowską” bądź „Kornuszowską”. Oprócz nazwy, o wcześniejszym rodowodzie domu może również świadczyć utrwalony w portalu wejściowym wizerunek elementu herbu Kościesza, który nie był powiązany z rodziną Mikołajowskich. Przypuszczalnie więc Mikołajowski niedługo przed rokiem 1524 nabył istniejący już wcześniej budynek (pochodzący prawdopodobnie z przełomu XV i XVI wieku), który następnie przebudował do formy, którą w znacznej mierze cechuje się do dziś.

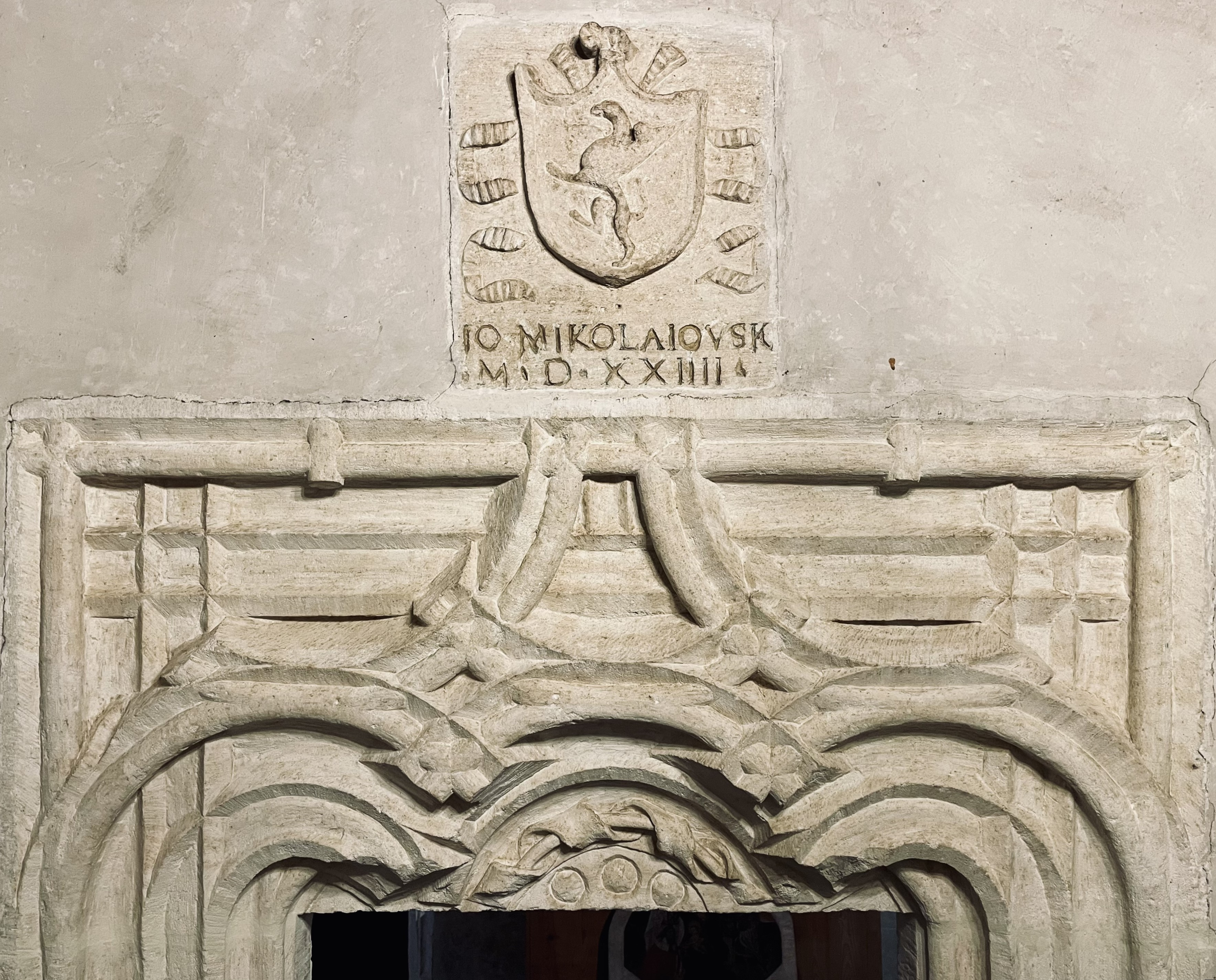
Jeden z portali we wnętrzu budynku. Nad nim widoczna tablica erekcyjna

W 1527 roku Mikołajowscy, właściciele domu, za aprobatą Jana Tarnowskiego, darowali go tarnowskim wikariuszom, którzy w zamian za to zadeklarowali, iż będą co miesiąc odprawiać dwa nabożeństwa ku spokoju ich dusz. W 1547 roku wikariusze, za pozwoleniem kapituły tarnowskiej, w zamian za nowo wybudowaną kamienicę zwaną Zamek lub Jurków, umiejscowioną obok domu prepozyta, odstąpili dom kantorowi Marcinowi Blademu.
W 1554 roku Marcin Blady sprzedał za 140 złotych kamienicę w dożywotnie użytkowanie Mikołajowi Łowczowskiemu z Pleśnej. Transakcja została zawarta pod warunkiem, iż dom po śmierci Łowczowskiego, za zwrotem jego spadkobiercom kwoty zakupu, stanie się własnością tarnowskiej kapituły, co nastąpiło finalnie w roku 1578.

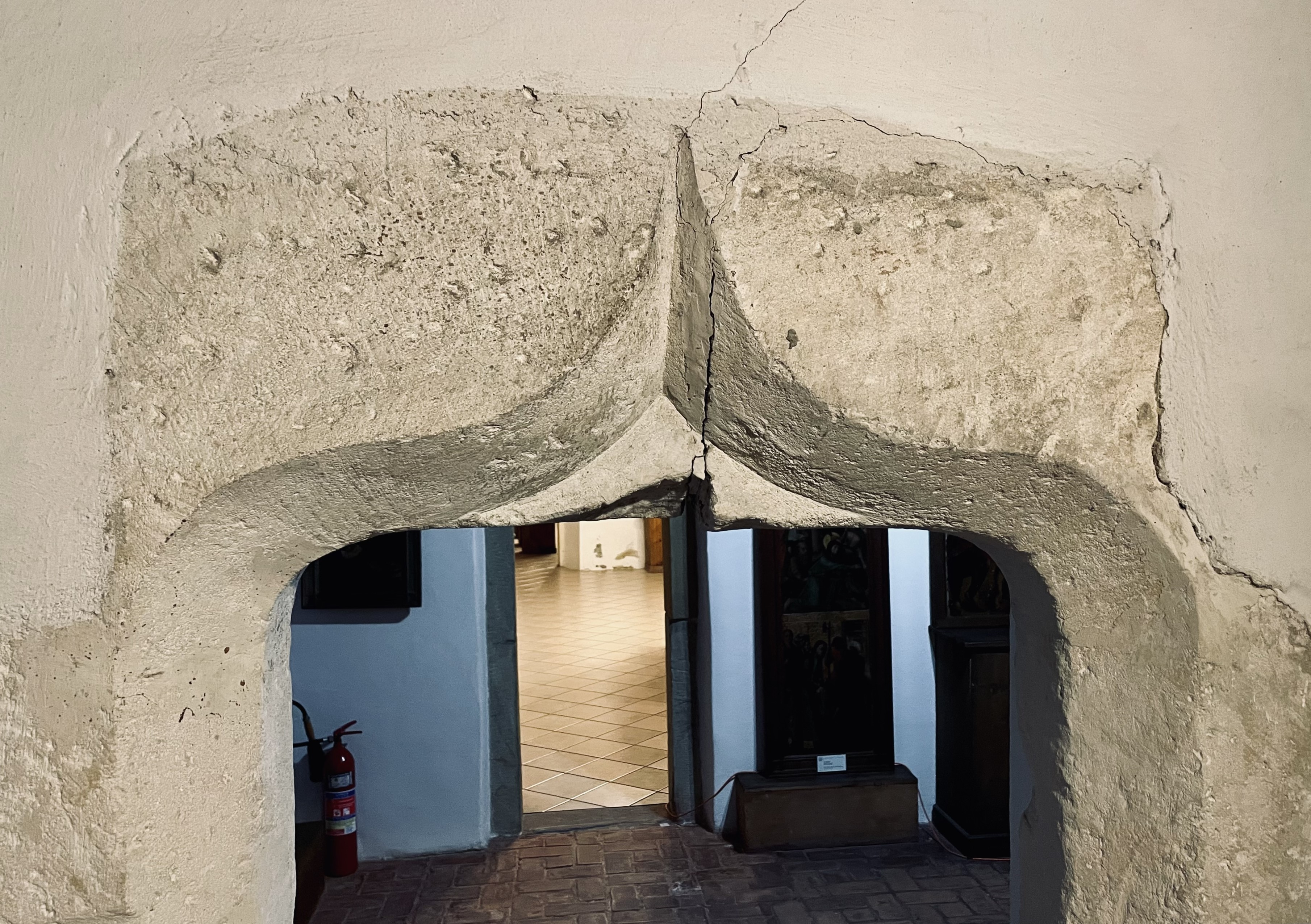
Portal z obramieniem tworzącym łuk w formie oślego grzbietu

Przez następne dwieście lat budynek był własnością kapituły; w tym czasie gospodarowany był przez wielu użytkowników, pełnił m.in. przez dłuższy okres funkcję rezydencji kantora, a także wykorzystywany był jako mieszkanie dla primiceriusza.
Na początku XVIII wieku dom ze względu na swój zły stan wymagał remontu. W 1719 roku kapituła, pod warunkiem przeprowadzenia rewitalizacji, zezwoliła na zajęcie kamienicy przez kanonika Wojciecha Skwarkiewicza. Równocześnie z nim w budynku mieszkali wówczas także kanonicy przybywający do miasta na miesięczne pobyty, nieposiadający swych własnych rezydencji. Skwarkiewcz ze zobowiązanego remontu nigdy się nie wywiązał, a budynek po jego śmierci, ponownie za deklarację zorganizowania renowacji, objął Stanisław Kaszewicz będący jego następcą. Kaszewicz powtórnie obowiązku wykonania remontu nie wypełnił, a budynek w latach 1725–1749 wykorzystywała jego matka, kupcowa, która urządziła w nim skład zboża.

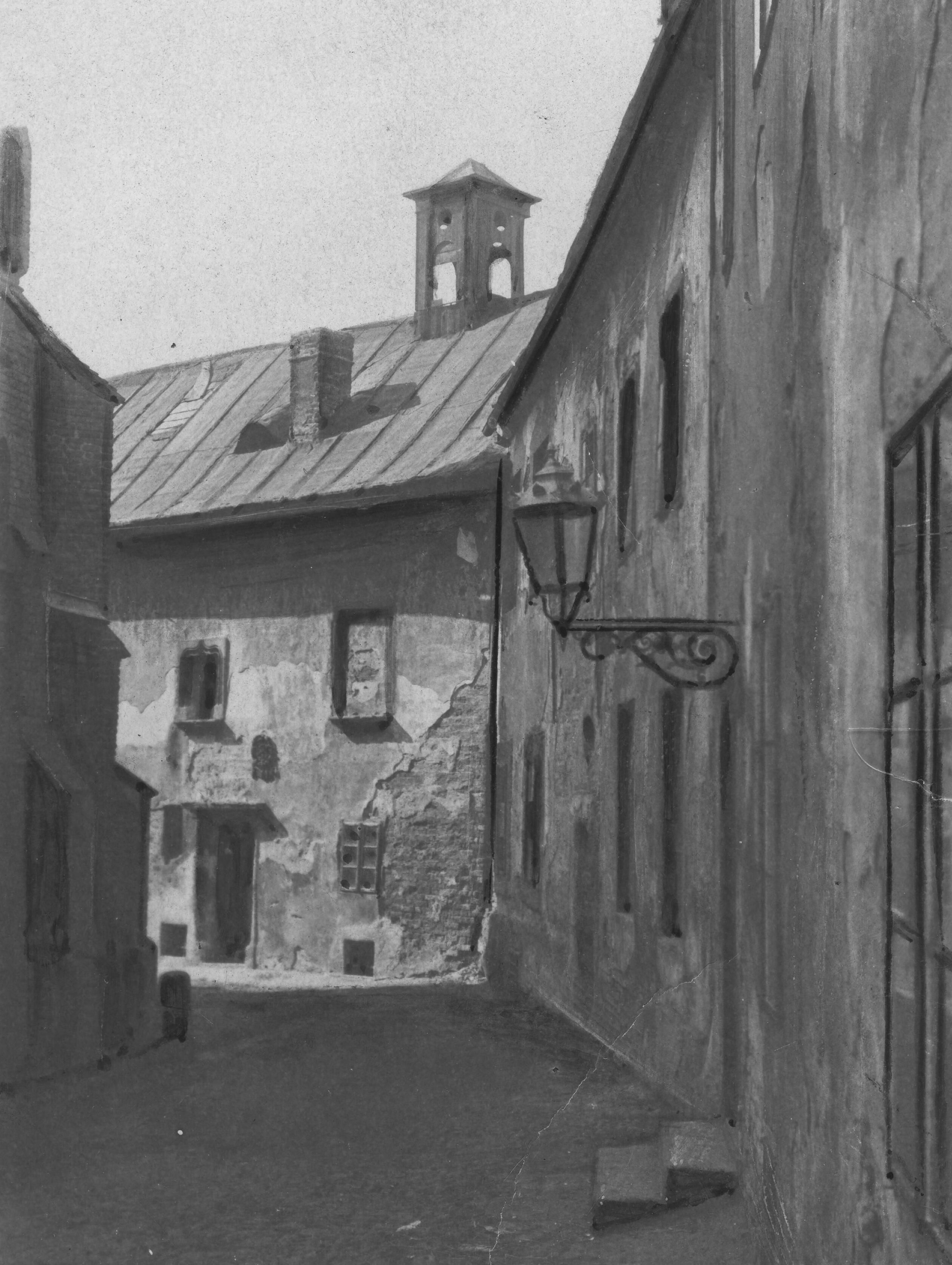
Widok na zrujnowane domy Mikołajowskich i Mansjonariuszy na początku XX wieku

W 1749 roku dom, za zagwarantowanie remontu, uzyskał w dożywotnie użytkowanie Wojciech Kaszewicz. W 1753 lub 1756 roku na podstawie jego fundacji utworzono w Tarnowie kolonię akademicką (małą akademię), nazywaną Akademiolą. Według innego źródła w latach 50. XVIII wieku powstała wtedy tylko tzw. mała akademia, a kolonię akademicką utworzył w 1760 roku biskup krakowski Kajetan Sołtyk, który potwierdził przy tym fundację Wojciecha Kaszewicza. W 1760 roku rektor szkoły, zgodnie z zamysłem fundatora, zajął kamienicę jako swoje mieszkanie. Wtedy również biskup krakowski przyznał kolonii akademickiej na czas nieokreślony prawo do domu Mikołajowskiego, co było przyczynkiem do zawiązania się konfliktu o przynależność budynku między kolonią akademicką a kapitułą tarnowską.
W 1766 roku rektor kolonii akademickiej Stanisław Wątorski stwierdził w swoim sprawozdaniu, iż budynek był w kiepskim stanie; wiadomo, że naprawy wymagał wówczas dach, który nakryty był wiekowymi dachówkami pochodzącymi z dachu kolegiaty (ob. katedry). W 1773 roku kapituła tarnowska nieskutecznie domagała się od biskupa krakowskiego przydzielenia jej domu Mikołajowskiego w celu zaadaptowania jej na kwaterę dla kanoników.
W okresie lat 60. i 70. XVIII wieku część budynku zamieszkana była przez rektora kolonii, zajmującego jedno niewielkie pomieszczenie, oraz uczniów szkoły. Jednocześnie pozostały fragment domu nie był użytkowany i niszczał.
Po zajęciu Tarnowa przez Austrię w wyniku I rozbioru Polski, kolonia akademicka została najpierw w 1780 roku przejęta pod dozór kapituły, a następnie w 1784 roku zlikwidowana (według innych źródeł zlikwidowano ją w 1792 roku). W jej miejscu powołano następnie austriackie gimnazjum. Do roku 1784 kamienica zamieszkiwana była przez rektorów kolonii akademickiej, po czym dom i inne budynki dawnej kolonii zostały zajęte przez nowo sformowaną szkołę austriacką i przeznaczony na mieszkanie prefekta (dyrektora), co jednak nie mogło dojść do skutku, gdyż mieszkali tam wówczas księża.

W 1791 roku kamienica jako własność kościelna została zarekwirowana na rzecz Funduszu Religijnego. Kilka lat później, w oszacowaniu z 1795 roku, stwierdzono, że budynek jest w dobrym stanie. 

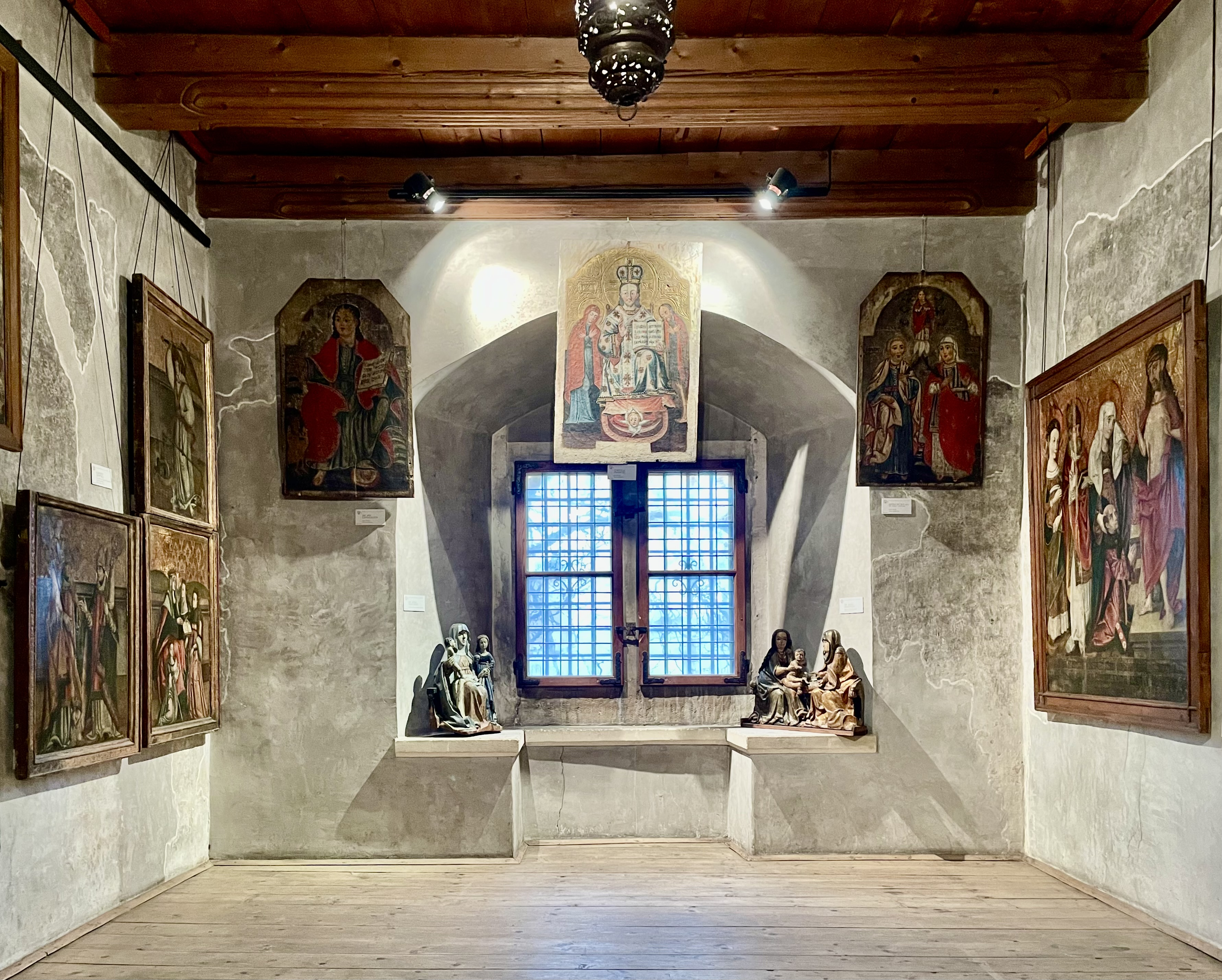
Izba na piętrze z zachowanymi pozostałościami XVI-wiecznych polichromii

W 1810 roku, na wniosek dyrektora gimnazjum, budynek został poddany częściowej przebudowie: zburzono jego południową ścianę w celu połączenia go z sąsiednią akademiolą. W ramach prac budowlanych obie budowle zostały także nakryte wspólnym dachem. Po połączeniu budynków, w okresie od lat 1814–1817 do roku 1856, dom Mikołajowski zamieszkiwali dyrektorzy gimnazjum, zajmując jego północne i środkowe pomieszczenia. Ponadto, od co najmniej 1818 do 1880 roku (a właściwie od niepamiętnych czasów), dzięki wybiciu drzwi w zachodniej (tylnej) ścianie budynku, funkcjonowało przejście łączce Starówkę w obrębie dawnych murów miejskich z ulicą Wałową.

W XIX wieku w domu miały siedzibę różne instytucje szkolne, w tym szkoła główna oraz żeńska, gimnazjum czy kurs nauczycielski. W 1896 roku budynek przestała użytkować szkoła męska. W jej miejscu, zarządzeniem rady miejskiej, w roku 1897 tymczasowo umieszczono szkołę realną. Ponadto część pomieszczeń przeznaczono także dla żeńskiej szkoły wydziałowej, istniejącej w tym miejscu do 1903 roku. 

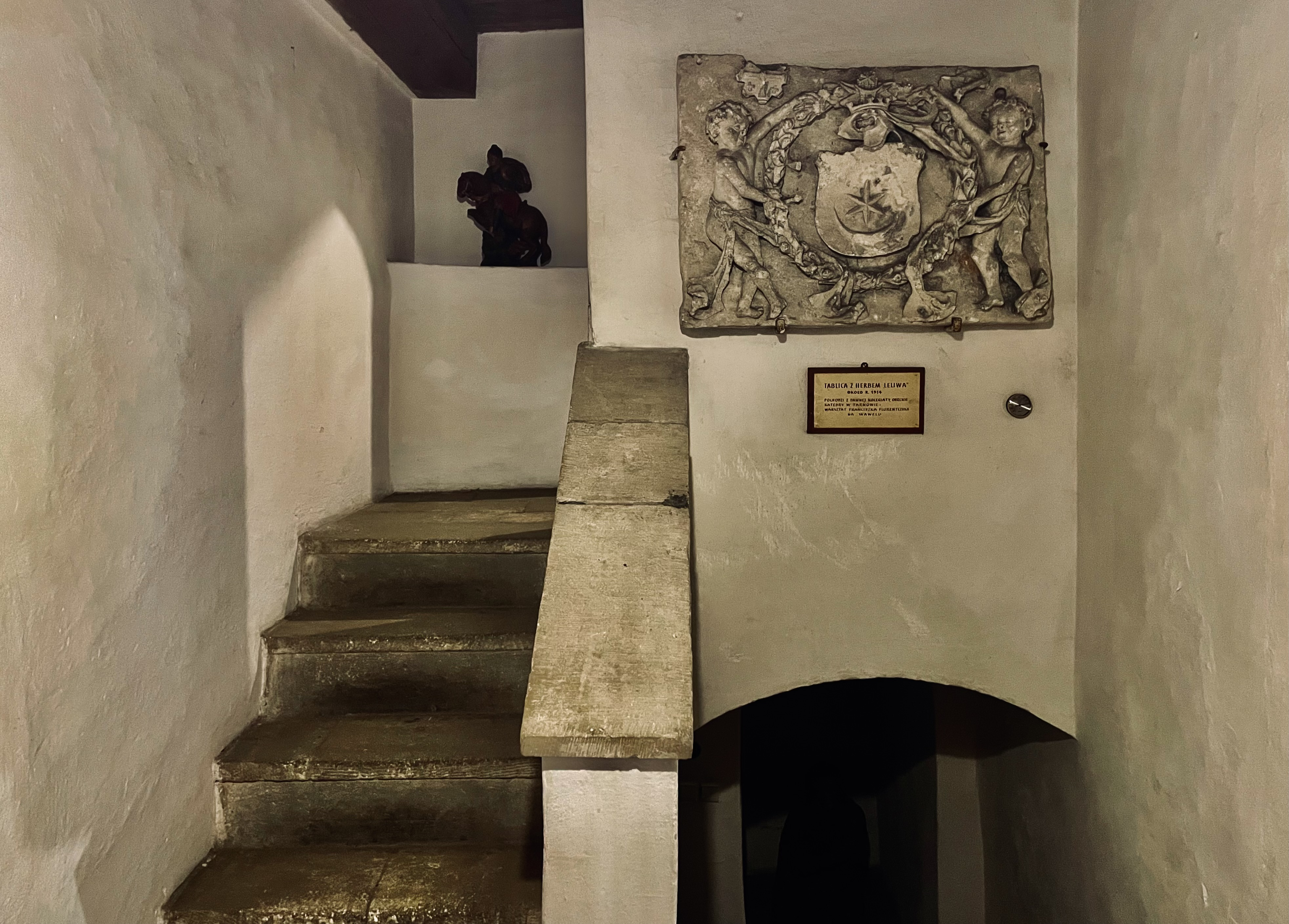
Sień wejściowa kamienicy. Po lewej widoczne stopnie prowadzące do kręconej klatki schodowej, po prawej znajduje się zejście do piwnic

Na początku XX wieku dom Mikołajowski, wraz z sąsiednimi, połączonymi z nim budynkami, należał wspólnie do gminy miasta Tarnowa, Funduszu Szkolnego Krajowego oraz Funduszu Naukowego. Planowano wówczas jego przebudowę, jednakże plany te upadły w 1903 roku, kiedy władze miejskie uznały będącą w stanie kompletnej ruiny kamienicę za ruderę. W 1904 roku przestały ją użytkować wszystkie szkoły, i od tego czasu wykorzystywano ją w celach mieszkalnych, bądź, jak podają inne źródła, nie użytkowano jej wcale.
Ze względu na zły stan techniczny rozważano rozbiórkę budynku, jednak m.in. dzięki interwencji Franciszka Ferdynanda Habsburga i decyzji Komisji dla Zachowania Zabytków Sztuki, do wyburzenia nie doszło. Ponadto, w związku z decyzją komisji, burmistrz miasta wystąpił do rządu z wnioskiem o przyznanie subwencji w celu rewitalizacji obiektu.
W 1930 roku, z inicjatywy lekarza powiatowego Macieja Warędy, w budynku umieszczono Powiatowy Ośrodek Zdrowia oraz Muzeum Higieny. Leczono tu choroby społeczne. Poradnie ośrodka (przeciwgruźlicza, przeciwweneryczna i przeciwjaglicza) rozpoczęły działanie 6 maja 1930. W trzy lata po uruchomieniu Ośrodka leczono z gruźlicy 268 pacjentów, ponad 100 z powodu jaglicy oraz 87 chorych wenerycznie prostytutek. W 1938 roku, decyzją biskupa Franciszka Lisowskiego, Dom Mikołajowski zakupiła tarnowska kuria diecezjalna. W 1944 roku dom ponownie nakryto oddzielnym dachem, a ponadto kuria zdecydowała o przeznaczeniu go na cele Muzeum Diecezjalnego. W latach 1946–1952, 1947–1949 lub 1948–1952 przeprowadzono gruntowną rewitalizację kamienicy, w ramach której odtworzono m.in. pierwotny układ konstrukcji i pomieszczeń, a także adaptowano ją na cele muzealne.
W 1991 roku budynek został wpisany do rejestru zabytków nieruchomych ówczesnego województwa tarnowskiego (nr rejestru A-338 z dnia 18 lipca 1991 roku).
Uznawany jest za najstarszą kamienicę w Tarnowie, mieszczą się w nim sale wystawowe Muzeum Diecezjalnego. Eksponowane są w nim zbiory sztuki ludowej oraz hafciarstwa i tkactwa kościelnego z okresu od XV do XIX wieku, w tym paramenty kościelne oraz ornaty.

## Architektura

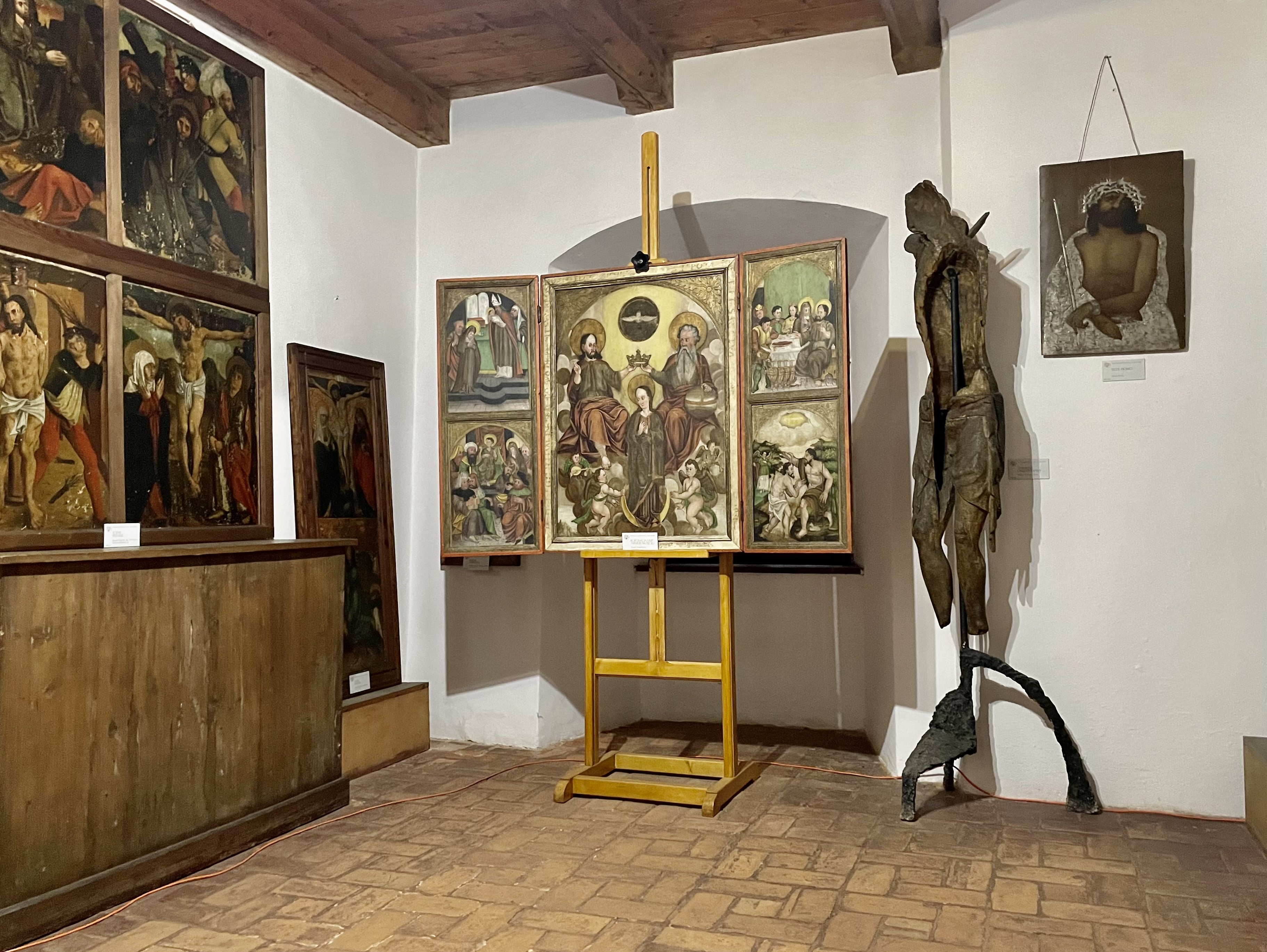
Jedna z izb na parterze

Dom zwany Mikołajowskim bądź Kornuszowskim jest przykładem budowli mieszkalnej z okresu przełomu gotyku i renesansu.
Budowla jest dwukondygnacyjna i w pełni podpiwniczona. Skonstruowano ją na planie prostokąta o wymiarach 12,60 na 7,60 m, jest jednotraktowa o mieszanym układzie konstrukcyjnym. Ściany zbudowane są z cegły ułożonej w wątku gotyckim-polskim, a w piwnicach także w części z łupanych kamieni narzutowych. Obramienia otworów drzwiowych oraz okiennych wykonane są z piaskowca. Cegły użyte do wzniesienia kamienicy mają wymiary (w cm) 29×13×10, 25×12×9 oraz 27×13×10.

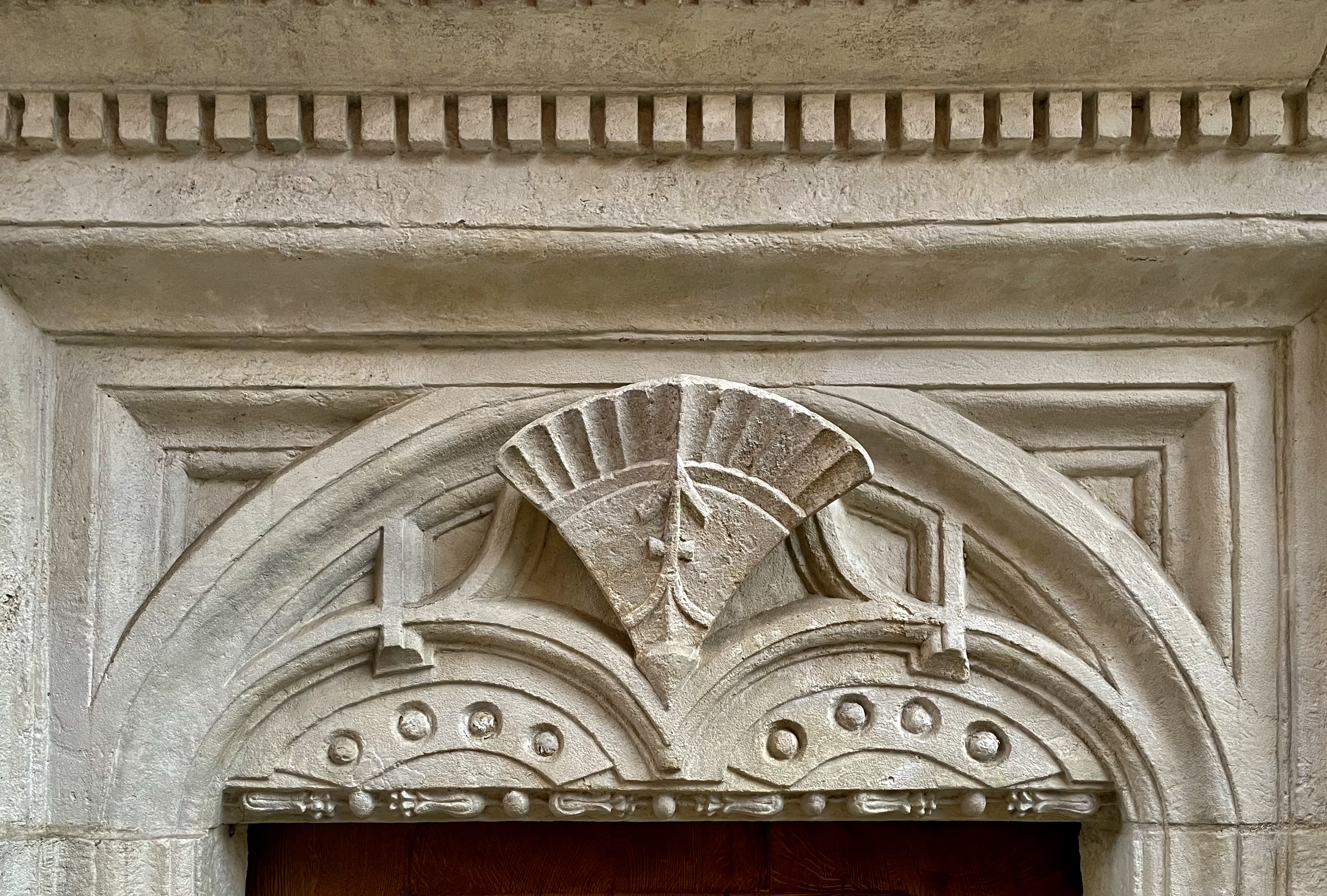
Detal portalu wejściowego z widocznym wizerunkiem herbu Kościesza

Piwnice oraz północne pomieszczenie parteru nakryte są sklepieniami kolebkowymi. Do pomieszczeń piwnicznych prowadzi kamienna jednobiegowa klatka schodowa, odchodząca z holu wejściowego na parterze. Na piwnice składają się dwa pomieszczenia, z czego jedno połączone jest z sienią prowadzącą do klatki schodowej. Na poziomie piwnic umiejscowione są dwa jednoskrzydłowe, kwadratowe i zakratowane okna.
Parter składa się z umiejscowionej pośrodku obiektu sieni wejściowej oraz położonych po obu jej stronach, bezpośrednio z niej dostępnych, dwóch innych pomieszczeń. W przedniej części sieni zlokalizowano główne drzwi wejściowe oraz niewielkie, doświetlające ją jednoskrzydłowe krosnowe okno. Podłoga w sieni wykonana jest z prostokątnych kamiennych płyt, a ponadto, wzdłuż wschodniej ściany, znajduje się kamienna ława. W tylnej części sieni umiejscowiono natomiast zejście do pomieszczeń piwnicznych, a także, oddzieloną ścianą, prowadzącą na piętro najpierw jednobiegową, a następnie kręconą klatkę schodową. Klatka schodowa ta jest kwadratowa od zewnątrz, a od wewnątrz okrągła, ze schodami zakręcającymi od dołu ku górze w prawą stronę. Wyposażona jest ponadto w osadzoną w ścianie kamienną poręcz. Do północnego pomieszczenia parteru prowadzi portal sporządzony z kamienia, zdobiony m.in. geometrycznymi motywami rzeźbiarskimi, przyciętymi na wzór kryształów. W tejże izbie podłoga wykonana jest z cegły ułożonej w jodełkę, natomiast w pomieszczeniu południowym ułożono ją w formie ceglanych kwadratów. Posadzki parteru położone są poniżej współczesnego poziomu gruntu na przylegającym do niego Placu Katedralnym.

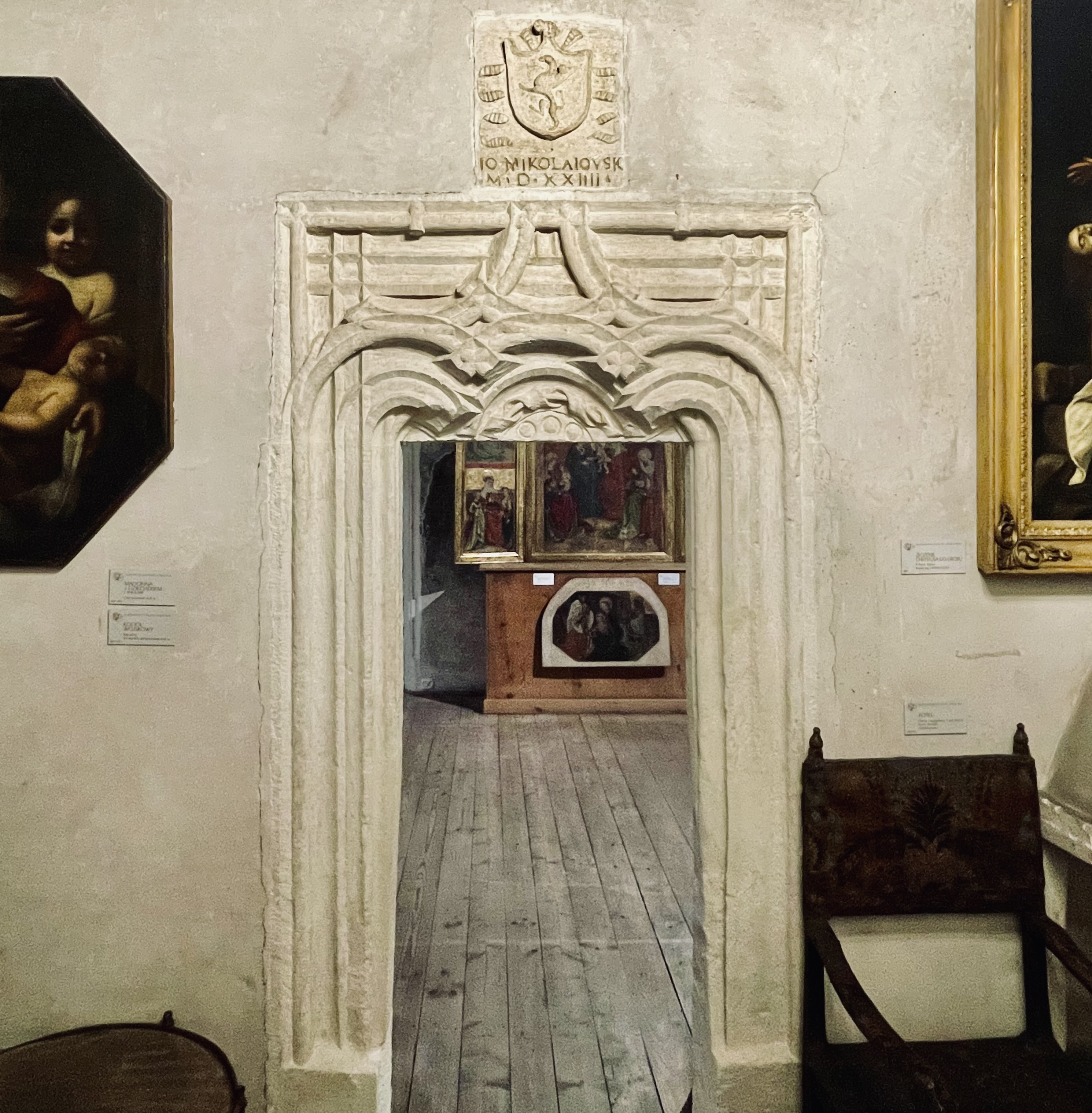
Jeden z portali na piętrze budynku. Nad nim widoczna tablica erekcyjna

Rozkład pomieszczeń na piętrze zbieżny jest z rozkładem parteru, z tą różnicą, że w miejscu sieni zlokalizowana jest izba. Stropy nad pomieszczeniami piętra i częściowo parteru są belkowe, wykonane z belek profilowanych i fazowanych.
We wnętrzu budowli, w sieni wejściowej, znajdują się jednoskrzydłowe drzwi płycinowe prowadzące do klatki schodowej; w pozostałych przypadkach skrzydła drzwiowe nie zostały zastosowane, a komunikację pomiędzy pozostałymi izbami zapewniają kamienne zdobne portale, z czego dwa z nich, zlokalizowane na piętrze, prowadzące do bocznych pomieszczeń, są przykładem gotycko-renesansowych portali typu wawelskiego. Nad jednym z nich, północnym, istnieje kamienna tablica z wyrytym wizerunkiem herbu Gryf oraz napisem Jo Mikołajowski MDXXIIII. Sam portal zdobny jest natomiast w przecinające się nawzajem laski, prowadzone prosto bądź formujące łuki, a zbudowany z prostokątnego nadproża i węgarów. Kolejny portal, południowy, wyglądem praktycznie pokrywa się z portalem wejściowym; różnią się one od siebie motywem dekoracyjnym w nadprożu, profilem zdobnych lasek oraz brakiem zwieńczenia charakterystycznym gzymsem. Inny z portali, z zabudowanym otworem drzwiowym, będący przykładem portalu gotycko-renesansowego, znajduje się w północnym pomieszczeniu graniczącym z domem mansjonariuszy i nakryty jest gzymsem o zniekształconej renesansowej strukturze oraz po bokach będący strojny w laskowanie. Portale te prawdopodobnie pochodzą z warsztatu Benedykta z Sandomierza, muratora pełniącego w latach 20. XVI w. funkcję kierownika podczas prac modernizacyjnych na zamku wawelskim.

Ponadto, w izbie północnej na piętrze, zlokalizowano w ościeżu okiennym, poniżej parapetu, dwie ceglane i kryte kamiennymi płytami ławy podokienne. W pomieszczeniu środkowym, również na piętrze, znajduje się także jeszcze wnęka kominowa z okapem. W jednej z izb zachowały się nadto pozostałości XVI-wiecznych polichromii ściennych. Podłogi na piętrze wykonane są z desek. Z piętra wybiegają kręcone drewniane schody prowadzące na nieużytkowe poddasze. 

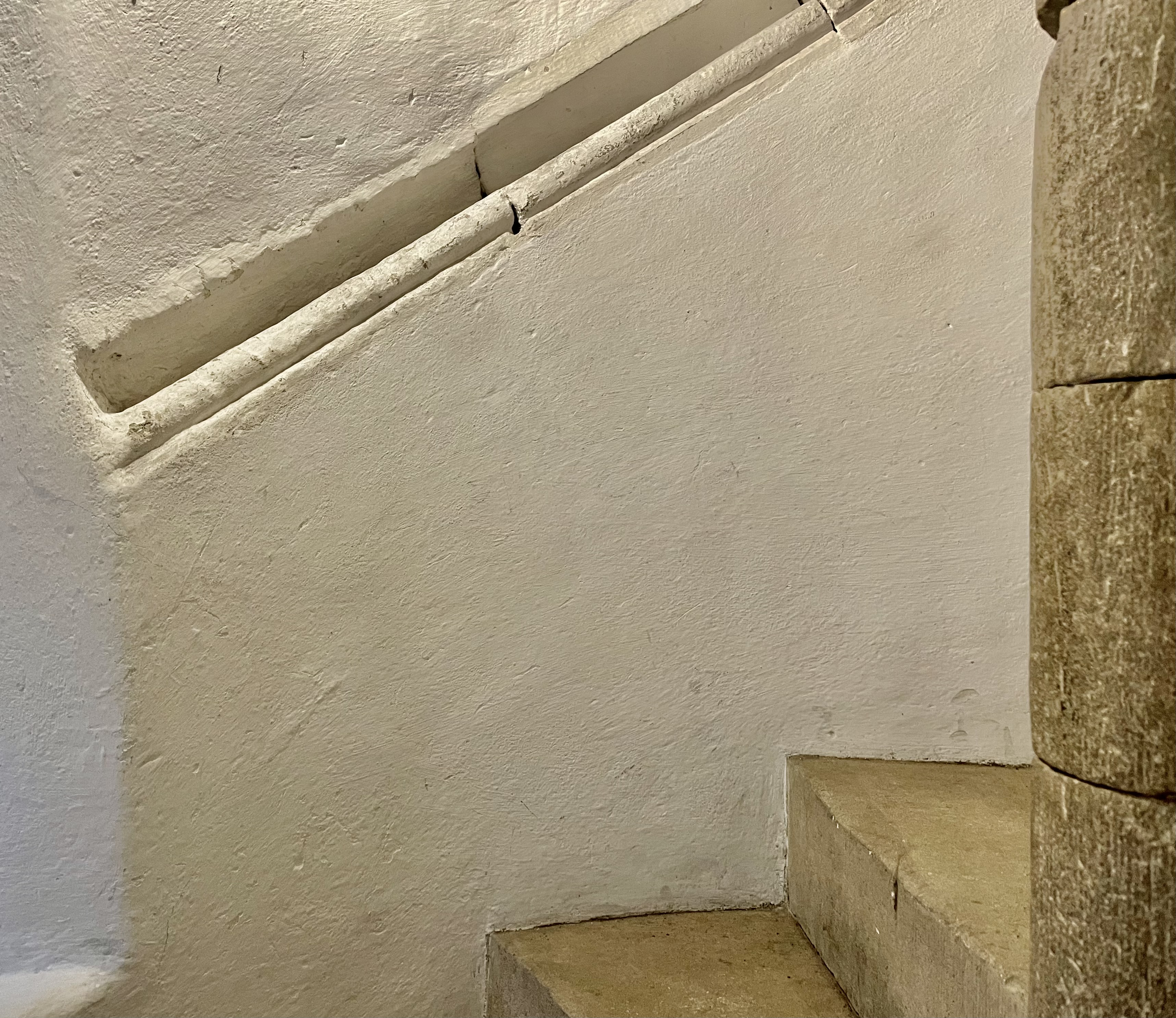
Widok na przyziemie kręconej klatki schodowej

Fasada domu Mikołajowskiego jest skromna, nietynkowana, niesymetryczna i trójosiowa. Nie występują w niej podziały architektoniczne. W jej centrum znajduje się portal wejściowy z umiejscowionym po jego lewej stronie małym okienkiem. Wyglądu frontowej ściany dopełnia ponadto 5 prostokątnych otworów okiennych (2 na parterze oraz 3 na piętrze), wyposażonych w kamienne nadproża, ościeża oraz parapety, a także 2 okienka piwniczne. Skrajne otwory okienne umiejscowione są dokładnie pod sobą, na jednej osi pionowej, natomiast okno środkowe zlokalizowane na piętrze znajduje się w osi symetrii ściany. Portal wejściowy jest od tejże osi przesunięty nieznacznie w prawo. Elewację frontową wieńczy uformowany w cegle gzyms schodkowy. 

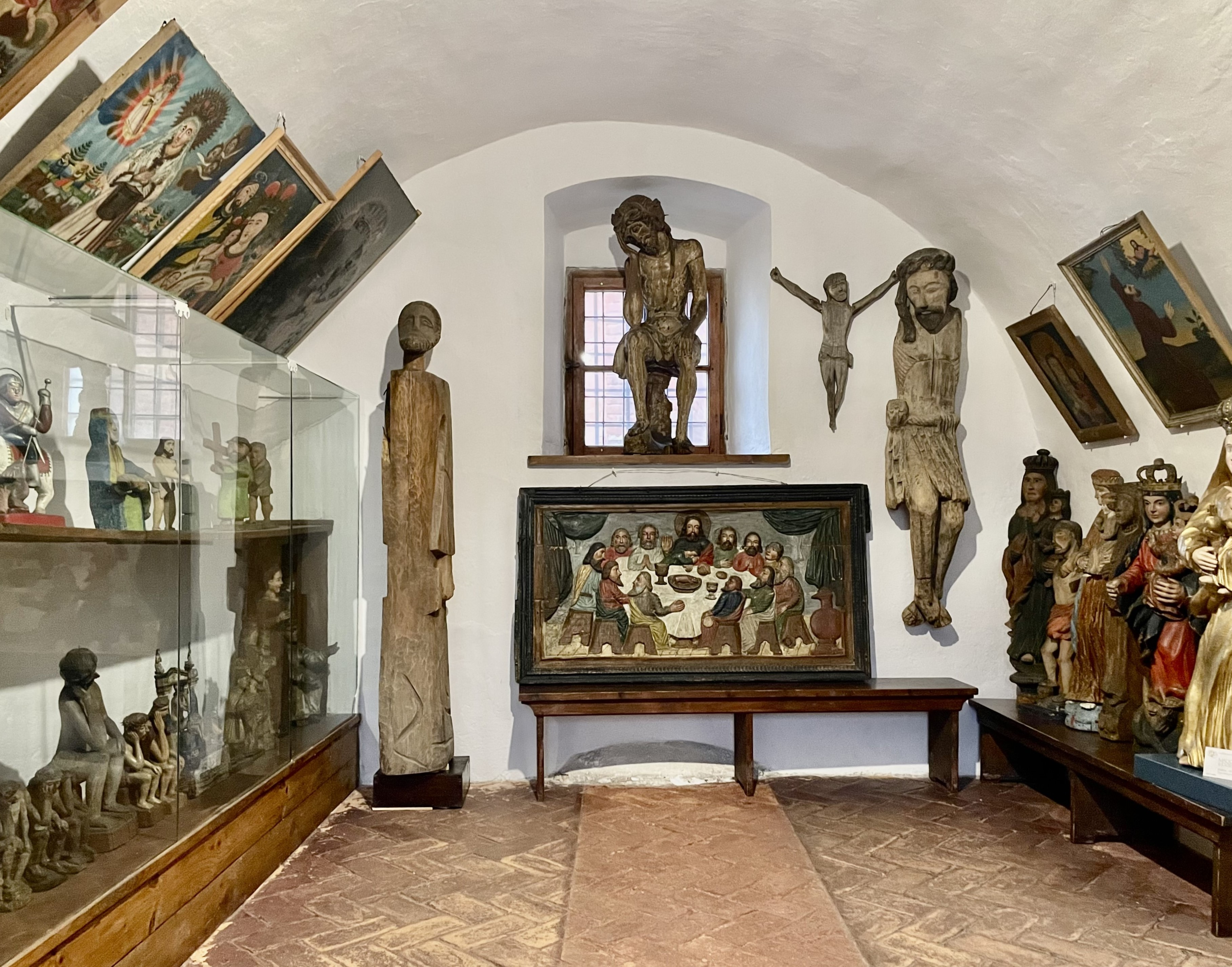
Izba na parterze z zachowanym sklepieniem kolebkowym

Pomieszczenia parteru i piętra rozświetlane są przez krosnowe, dwuskrzydłowe, podzielone drewnianymi szczeblinami okna, posiadające kwadratowe szyby oprawione w ołowianą blachę. Okienka piwniczne są niewielkie, kwadratowe, jednoskrzydłowe. Otwory okienne na parterze mają różne wymiary, pozbawione są dekoracji rzeźbiarskich i posiadają fazowane kamienne obramienia. Skrajne okna piętra są natomiast tożsame, objęte profilowanymi kamiennymi obramieniami, a także ławami podokiennymi o wyglądzie uskakującego gzymsu antycznego, zdobnego w jońskie ząbki i spiralę owiniętą na kij. Środkowe okno piętra również otoczone jest kamiennym obramieniem, ale tworzącym łuk w formie oślego grzbietu, a ponadto, podobnie jak pozostałe okna piętra, posiada ławę podokienną. Nad nim występuje również prostokątna wnęka. Okna parteru, oraz środkowe na piętrze, wyposażone są w kraty wykonane z żelaznych, kwadratowych prętów.

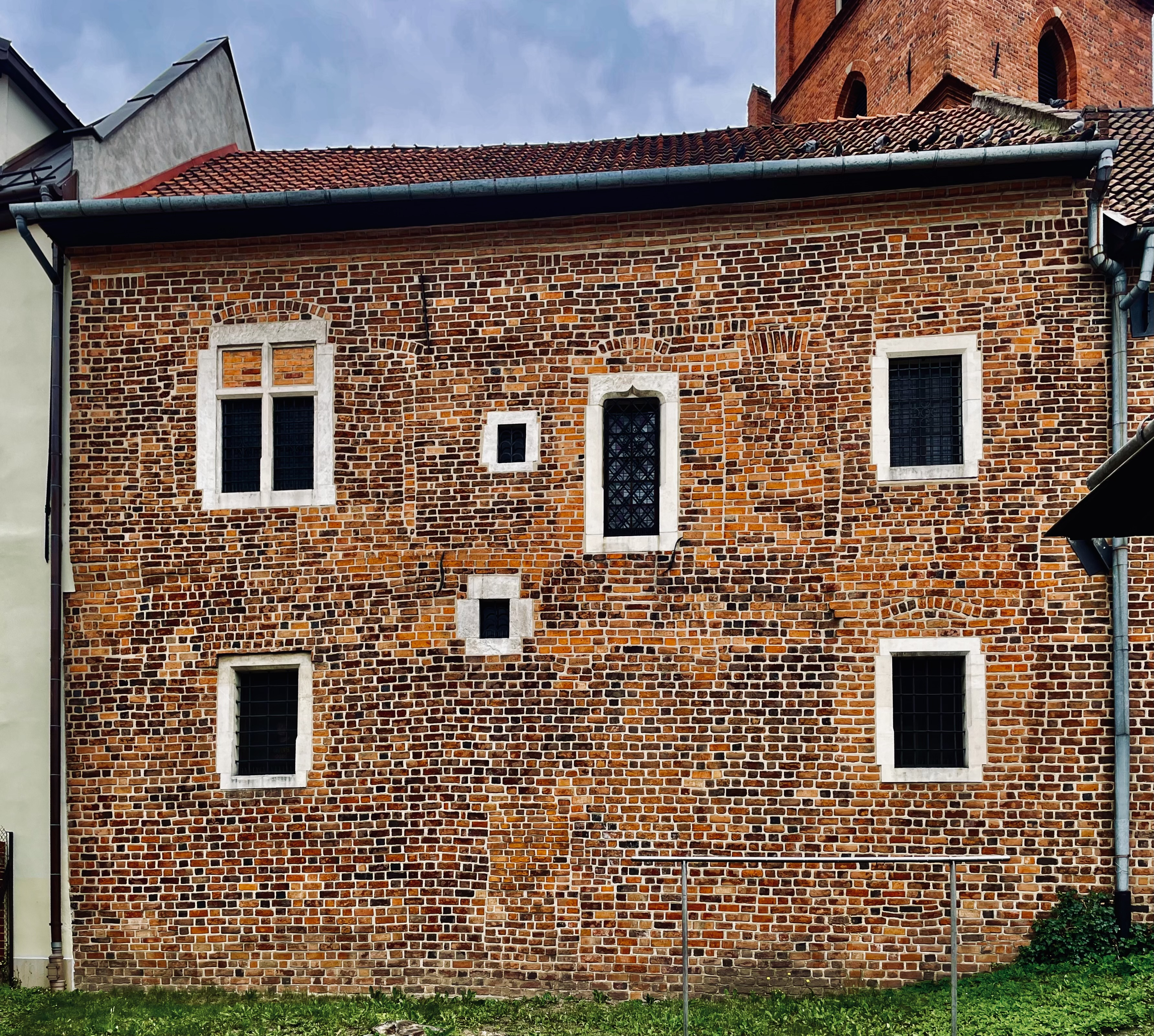
Widok na tylną elewację domu Mikołajowskiego z podwórza kamienicy przy ul. Wałowej 13

Portal wejściowy, pełniący główną funkcję dekoracyjną dla fasady, wykonany jest w piaskowcu, złożony z prostokątnego nadproża z gzymsem oraz 2 węgarów, wzdłuż których poprowadzono pionowo 3 ozdobne laski, tworzące w nadprożu łuk pełny, dwułęcza, oraz, w linii obramienia portalu, prostokąt. W jego nadprożu umiejscowiono także na wachlarzowatej tarczy wizerunek herbu Kościesza lub Ostrogski. Nad nadprożem wykonany jest także trzykrotnie uskakujący gzyms zdobny w jońskie ząbki. Umiejscowiony w portalu otwórz drzwiowy jest prostokątny, a drzwi w nim umieszczone pochodzą z XVIII wieku, są jednoskrzydłowe, wzmacniane żelaznymi kutymi pasowymi zawiasami, wykonane z masywnych drewnianych desek.
Oprócz portalu, funkcję ozdobną we frontowej elewacji pełni również prostokątna, wmurowana kamienna tablica erekcyjna, przedstawiająca wizerunek herbu Gryf, otoczony ornamentem roślinnym ułożonym w formie wieńca. Pod tymże ornamentem wyryto rzymskie cyfry, po jego lewej stronie M. D., kontynuowane po prawej w formie XXIIII. Poniżej umieszczono jeszcze falującą wstęgę o zwiniętych krańcach, na której znajduje się napis Fundatio Domus per Joannem Mikolaiovsky MDXXIIII.
Tylna, zachodnia ściana kamienicy na wysokości parteru stanowi część dawnego muru obronnego, powyżej jest natomiast na nim nadbudowana. Jest skromna, pozbawiona dekoracji i podziałów architektonicznych. W ścianie umiejscowiony jest zamurowany, prosty otwór drzwiowy pozbawiony obramienia. Okna rozmieszczone są losowo, mają nierównomierne oraz niewielkie wymiary i wyposażone są w fazowane kamienne obramienia. Większe jest okno na piętrze, znajdujące się po lewej stronie budowli, ale w jego środku znajduje się kamienny fazowany krzyż dzielący powierzchnię okna na cztery pola; ponadto okno środkowe, również na piętrze, posiada fazowanie przechodzące górą w formę oślego grzbietu. Ścianę tę wieńczą pozostałości wykonanego z cegły gzymsu uskokowego.
Więźba dachowa jest drewniana, o mieszanym układzie konstrukcyjnym, jętkowym z dwoma stolcami konstrukcyjnymi. Dach jest dwuspadowy, wysoki, pokryty dachówką ceramiczną.
Budynek ma powierzchnię użytkową liczącą 97 m² przy kubaturze wynoszącej 634 m³. Według stanu z 1991 roku wyposażony jest instalację elektryczną, alarmową oraz czujki przeciwpożarowe. Jego właścicielem była wówczas Kuria Diecezjalna w Tarnowie.

## Dom w kulturze
Stanisław Wyspiański podczas swojej wizyty w Tarnowie w 1889 roku utrwalił w szkicach wizerunki wnętrza, jednego z portali (lub obramienia) oraz tablicy erekcyjnej domu Mikołajowskiego.

## Galeria

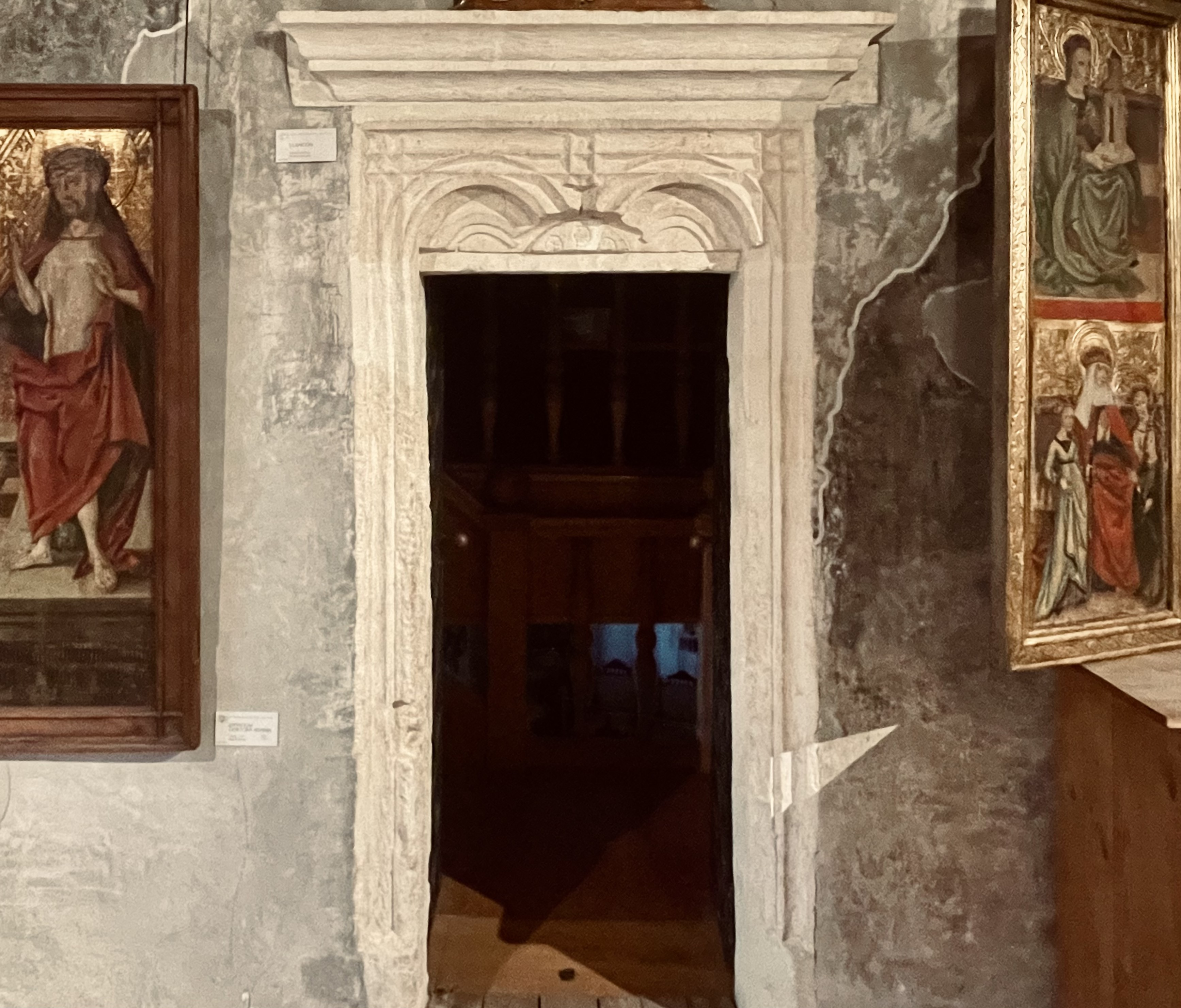
Jeden z portali na piętrze
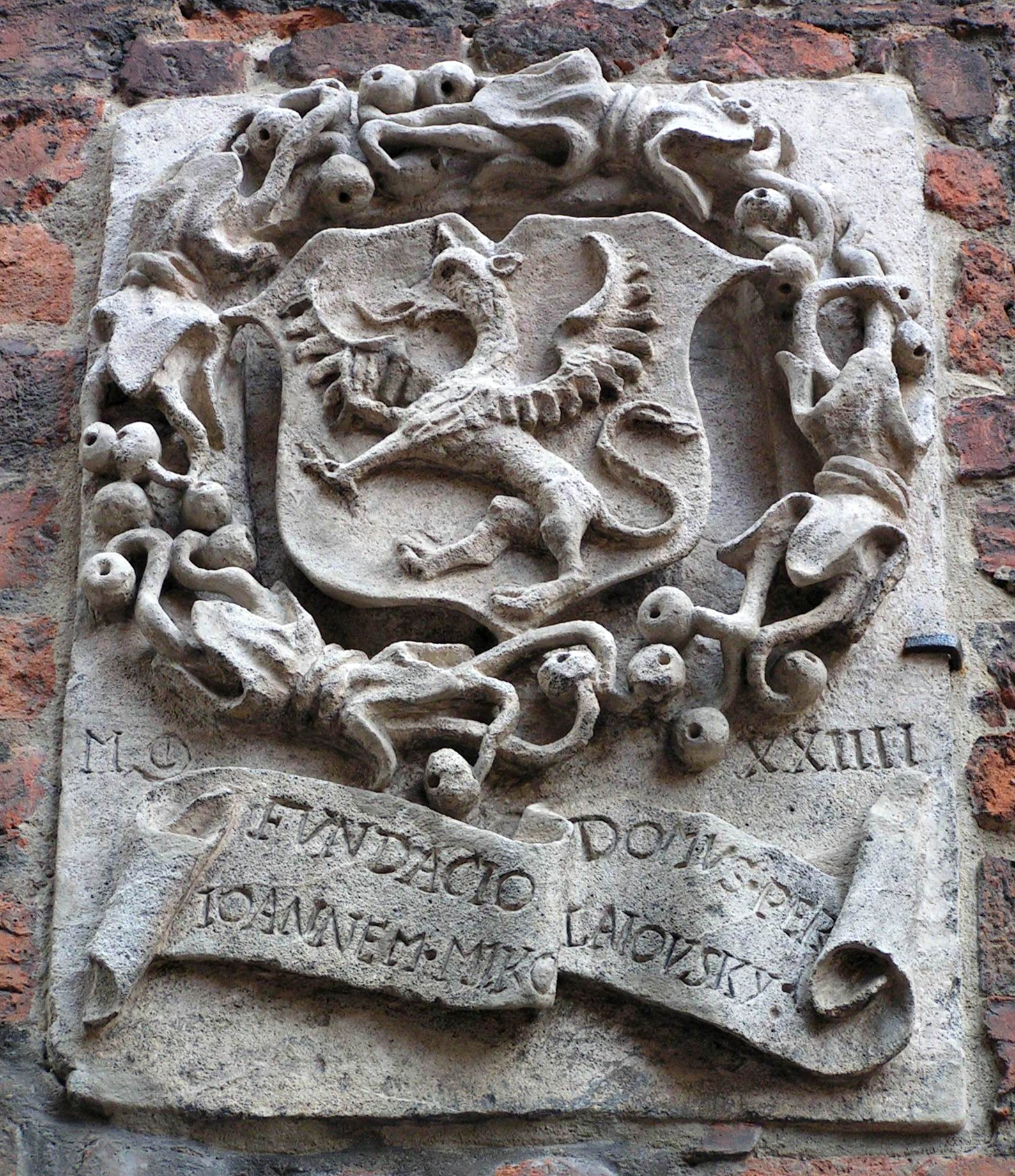
Jeden z detali elewacji frontowej – tablica erkecyjna herbem Gryf
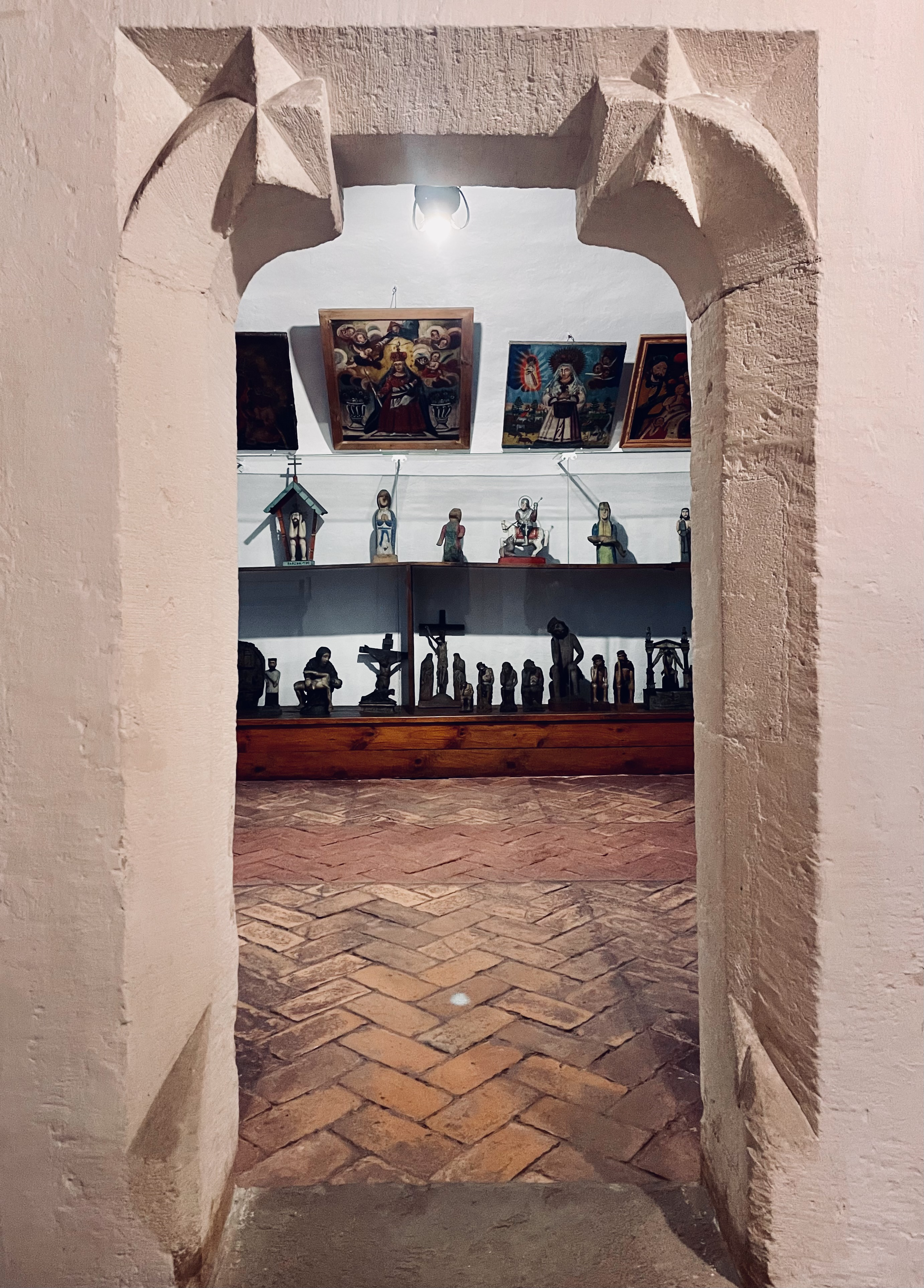
Gotycko-renesansowy portal na parterze
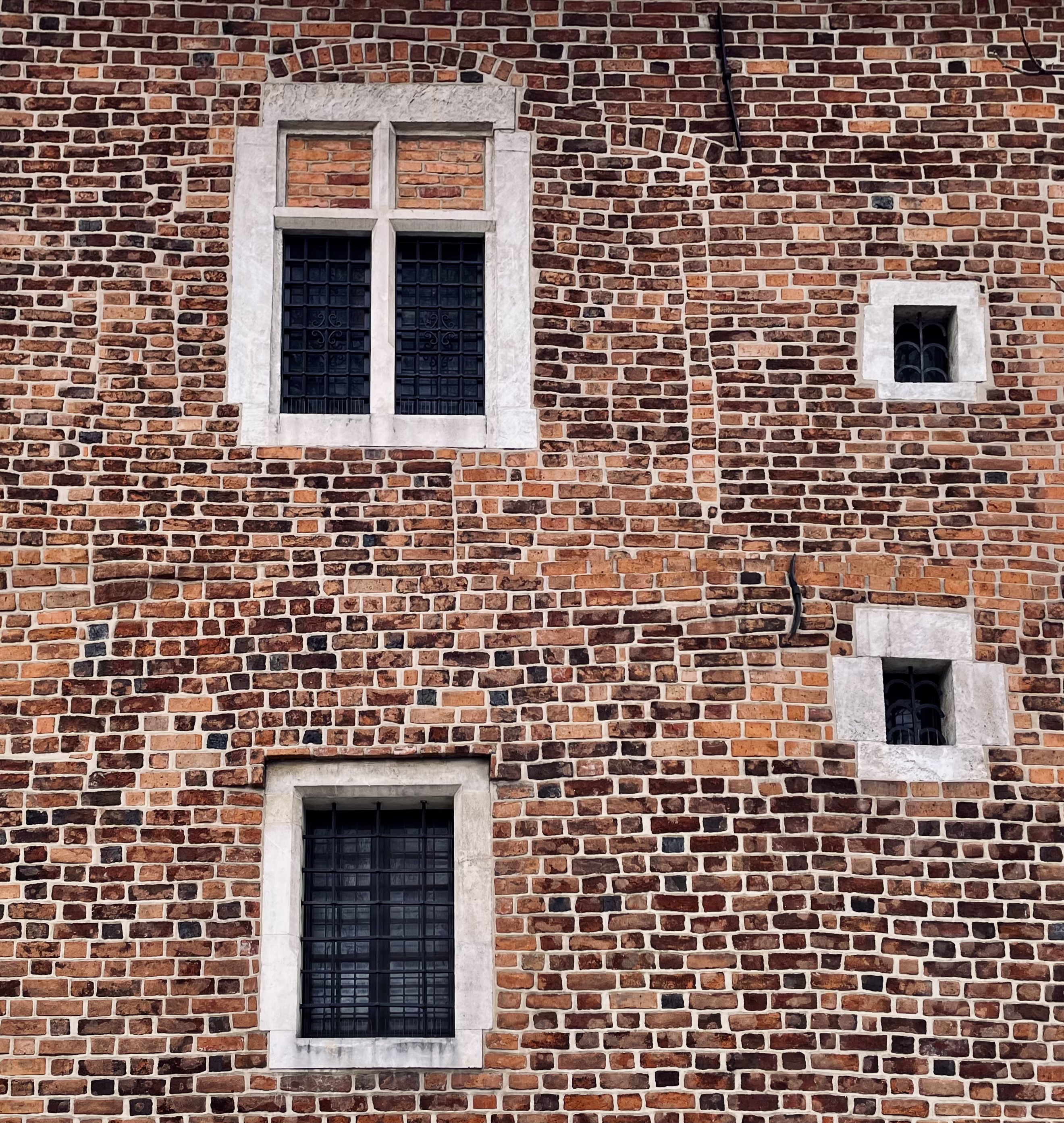
Otwory okienne w tylnej elewacji
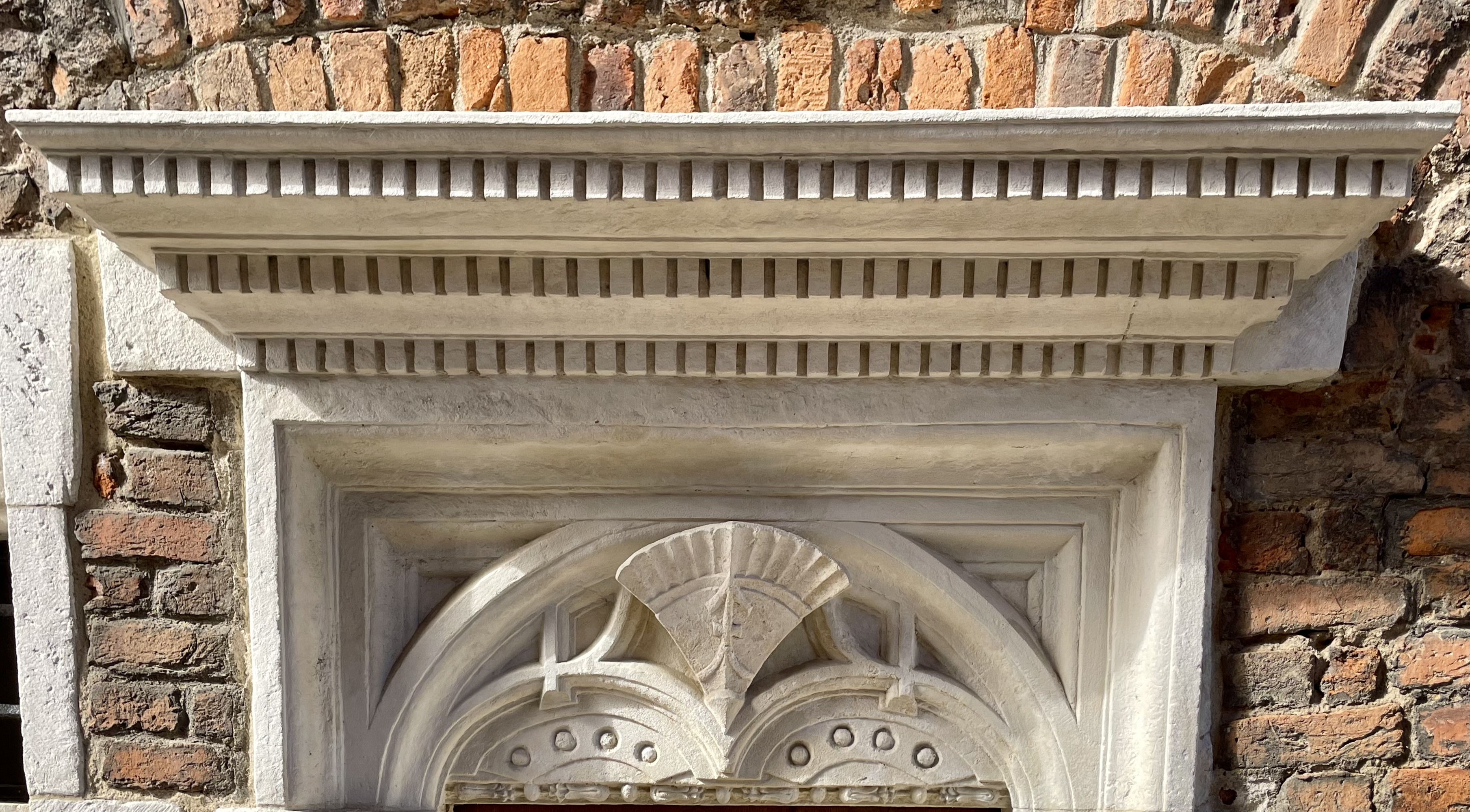
Nadproże portalu wejściowego z widocznym trzykrotnie uskakującym gzymsem zdobnym w jońskie ząbki
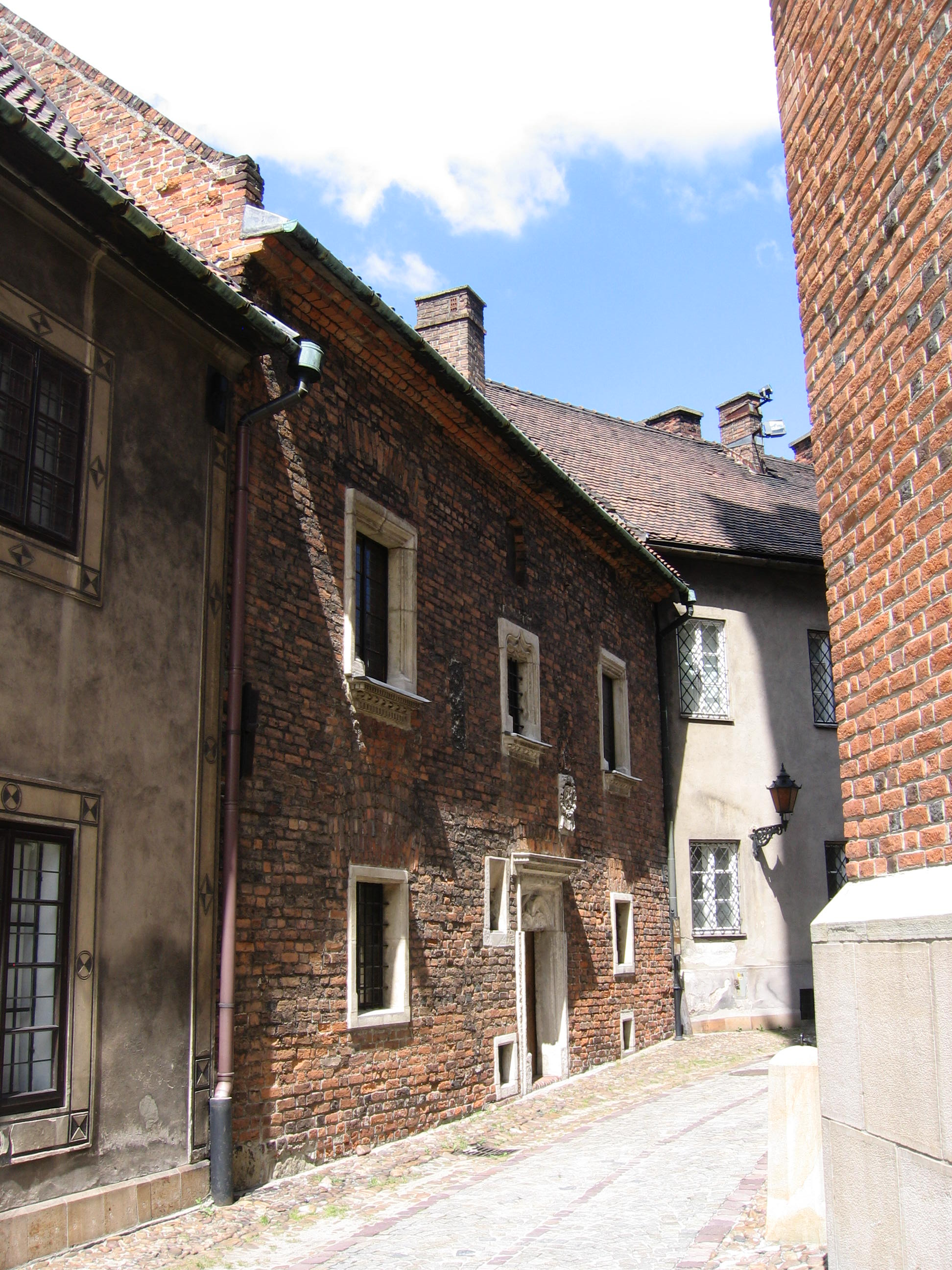
Widok na budynek od południa
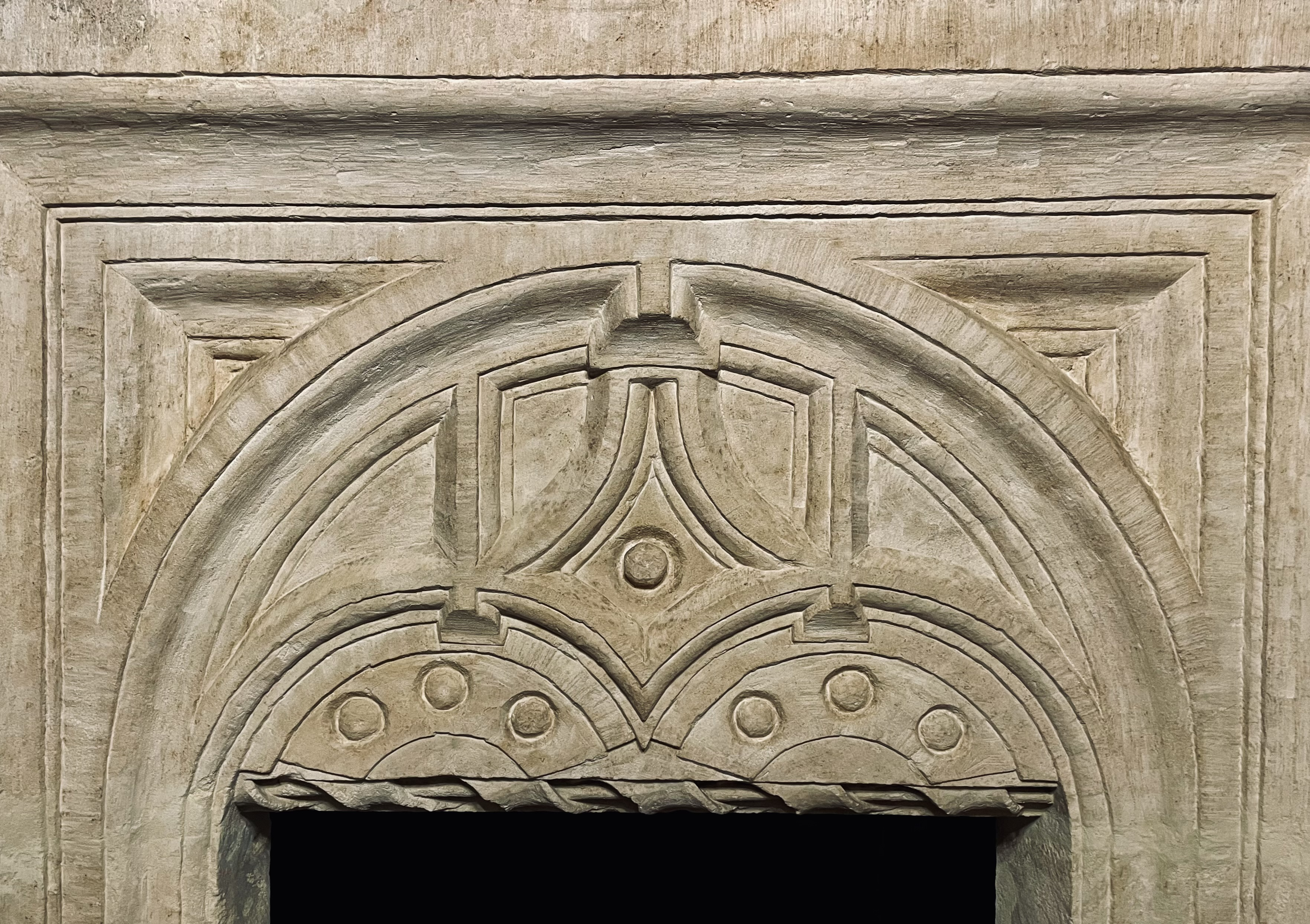
Detal jednego z portali na piętrze
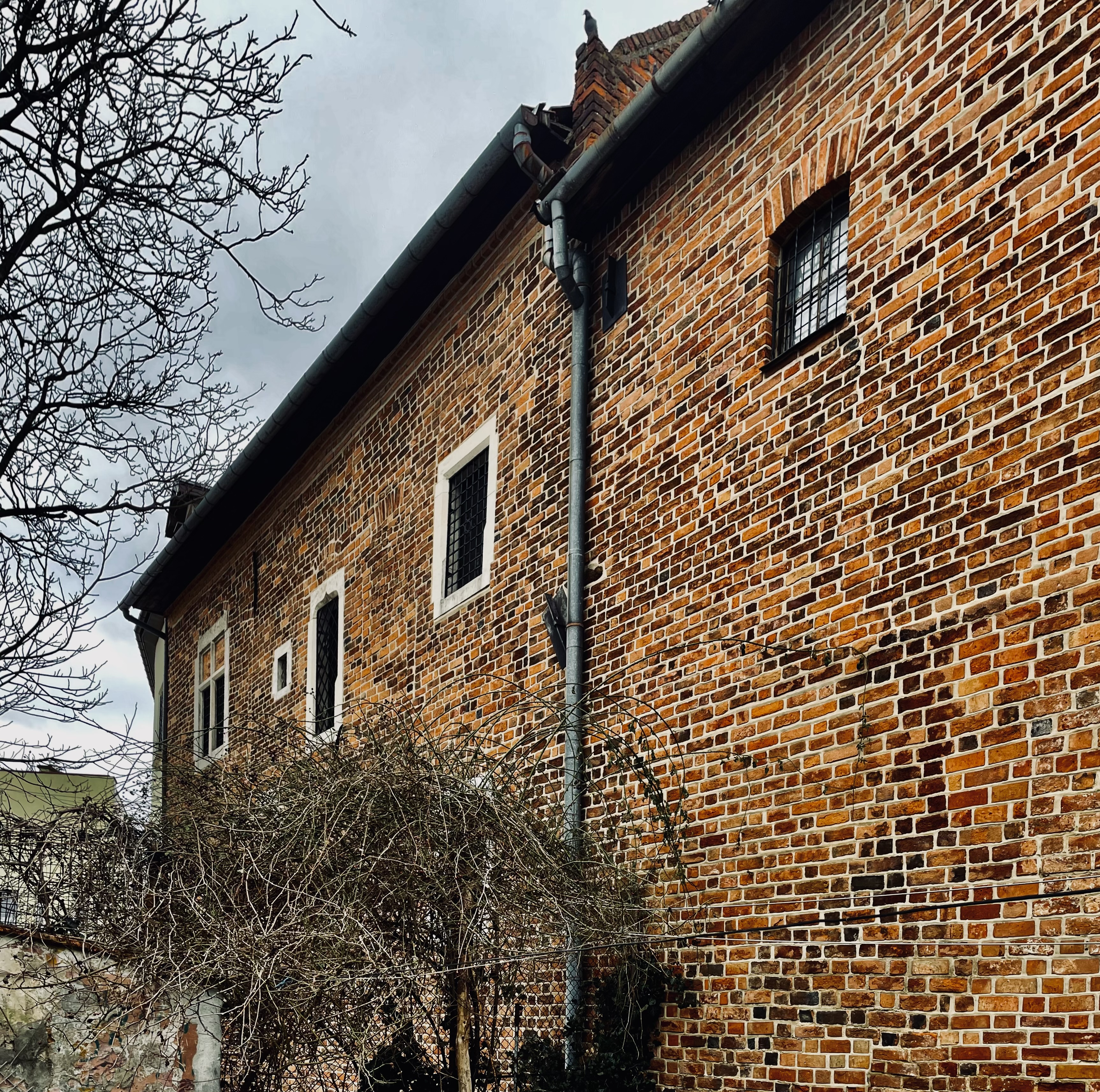
Widok z kamienicy przy ul. Wałowej 13 na tylne elewacje domu Mikołajowskiego (w głębi) i Akademioli
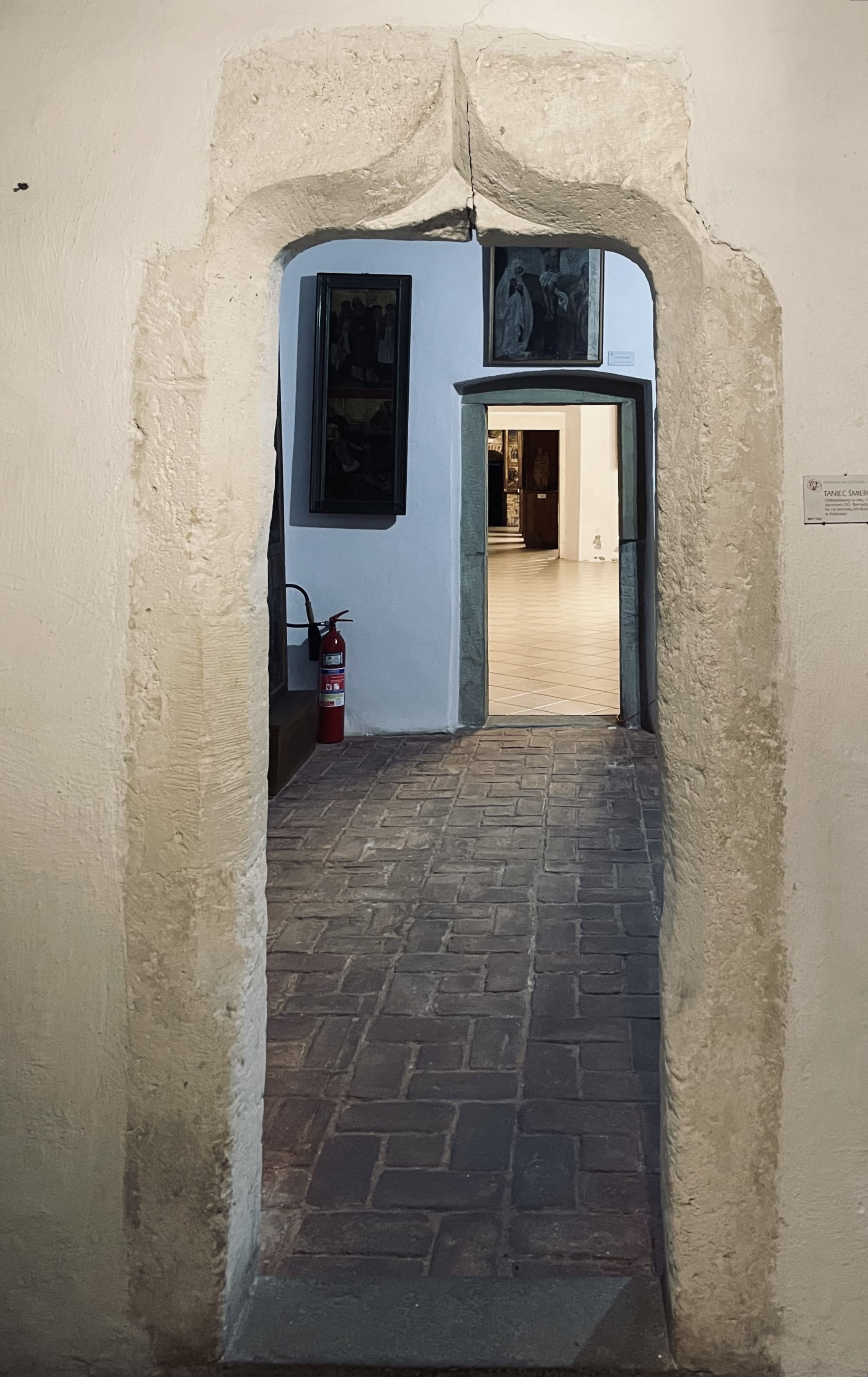
Portal na parterze z obramieniem tworzącym łuk w formie oślego grzbietu
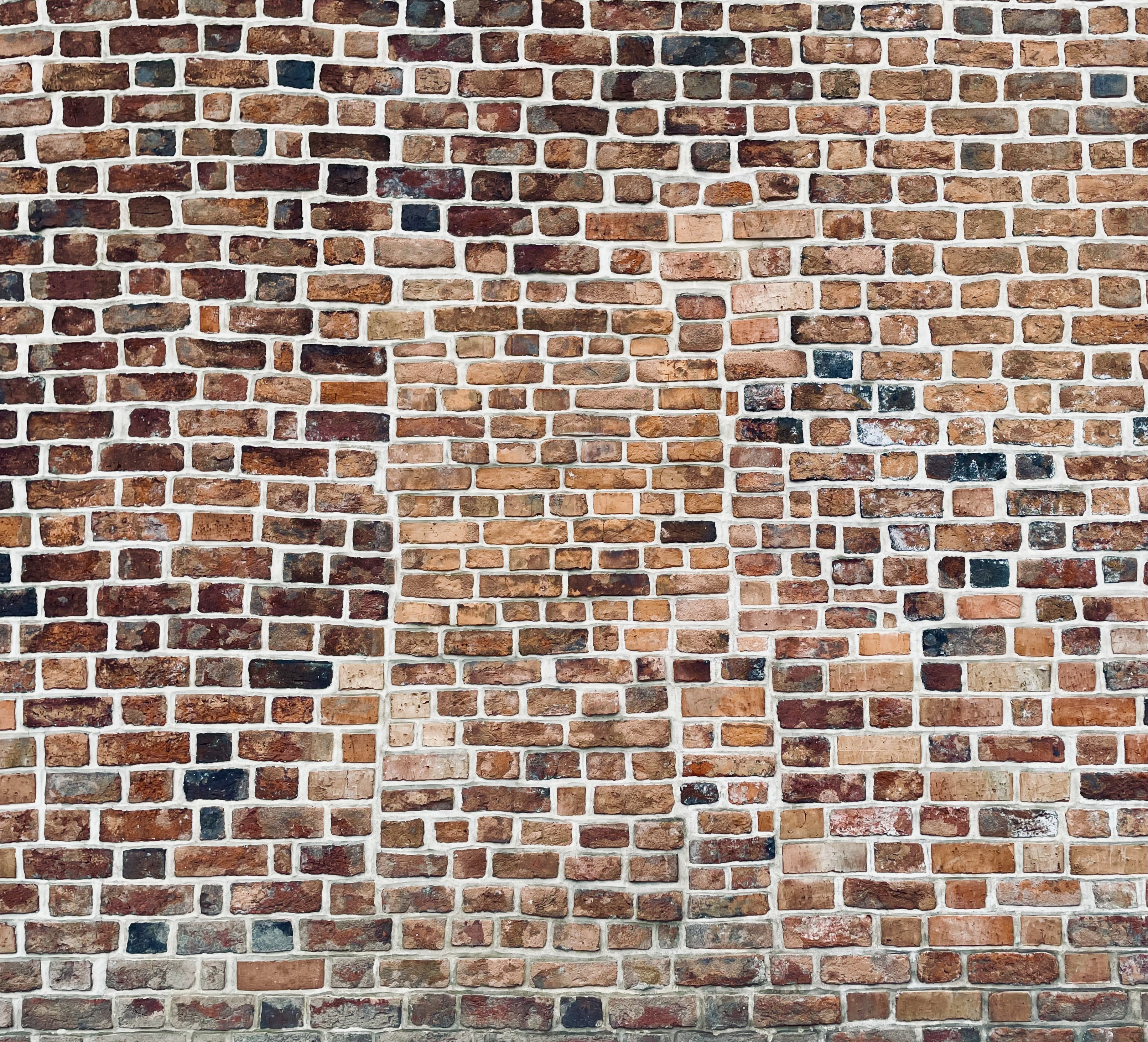
Zamurowany portal w tylnej ścianie domu, łączący w XIX w. Starówkę z ul. Wałową